# Fjællebro (Ringsted Kommune)
 For alternative betydninger, se Fjællebro. (Se også artikler, som begynder med Fjællebro)
Fjællebro er en lille landsby på Midtsjælland med 229 indbyggere  (2024), beliggende i Kværkeby Sogn mellem Ringsted og Køge. Landsbyen ligger i Ringsted Kommune og tilhører Region Sjælland.
Tidligere stavemåde Fielebroe. Fiel betyder "bræt, planke, bjælke" – fjæle betyder "skjule, gemme". Navnet kendes flere steder i landet, og må ses som en parallel til Bolbro, Bulbro, dvs en bro af bjælker.[kilde mangler]

## Om landsbyen
Fjællebro er beliggende hvor Køge-Ringsted landevejen (den østlige del af Sekundærrute 150) krydser København-Korsør jernbanen under en jernbanebro ved Kværkeby Station, som blev nedlagt for passagerekspedition i 1974. Derfor kaldes landsbyen også Kværkeby Stationsby.
Fjællebro har tidligere haft kendte forretninger som Fjællebro Brudestue og Fjællebro Klip & Fræs. I dag er den lokale landslagter og Ringsted Pallehandel de eneste forretningsdrivende.
9 kilometer i sydøstlig retning ligger herregården Giesegård.